# Piper anonifolium
Piper anonifolium är en pepparväxtart som beskrevs av Carl Sigismund Kunth. Piper anonifolium ingår i släktet Piper och familjen pepparväxter. Utöver nominatformen finns också underarten P. a. parkerianum.